# Buzdyganek
Buzdyganek (Tribulus L.) – rodzaj rośliny z rodziny parolistowatych. Obejmuje 30 gatunków. Rośliny te występują naturalnie niemal w całym Starym Świecie oraz w Australii (brak ich w północnej Europie i Azji). Najbardziej zróżnicowane gatunkowo są na suchych obszarach w Afryce. Buzdyganek naziemny T. terrestris został szeroko rozprzestrzeniony poza swym pierwotnym zasięgiem i spotykany jest na obu kontynentach amerykańskich. We florze Polski rodzaj jest reprezentowany tylko przez ten przejściowo zawlekany gatunek (ma status efemerofita). Rośliny z tego rodzaju przeprowadzają fotosyntezę C4; rozprzestrzeniają się za pomocą owoców zaopatrzonych w ostre kolce, wbijające się w kończyny zwierząt  (i raniące je). 
Naukowa nazwa rodzajowa utworzona została z greckich słów treis oznaczającego „trzy” i bolos – „ostrza, kolce” – w nawiązaniu do kształtu owoców. Do tego samego nawiązuje także polska nazwa zwyczajowa, oznaczająca podobnie wyglądającą broń – buzdygan.
Znaczenie użytkowe ma buzdyganek naziemny T. terrestris wykorzystywany lokalnie jako roślina lecznicza. Stanowi on surowiec do wyrobu suplementów diety mających zwiększać libido i wytrzymałość fizyczną organizmu.

## Morfologia

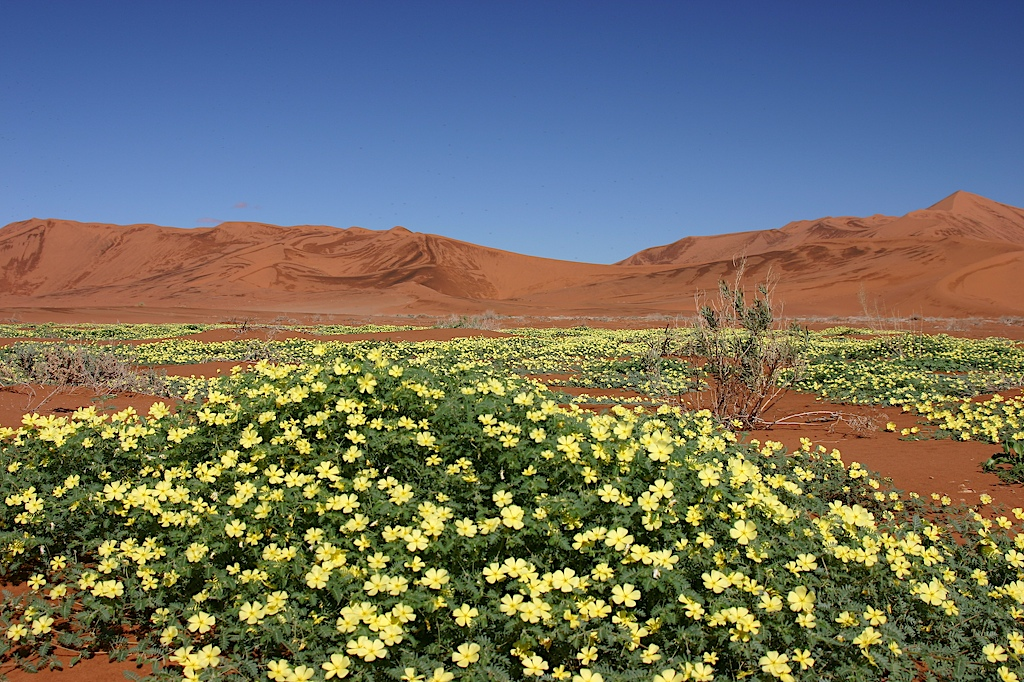
Tribulus zeyheri

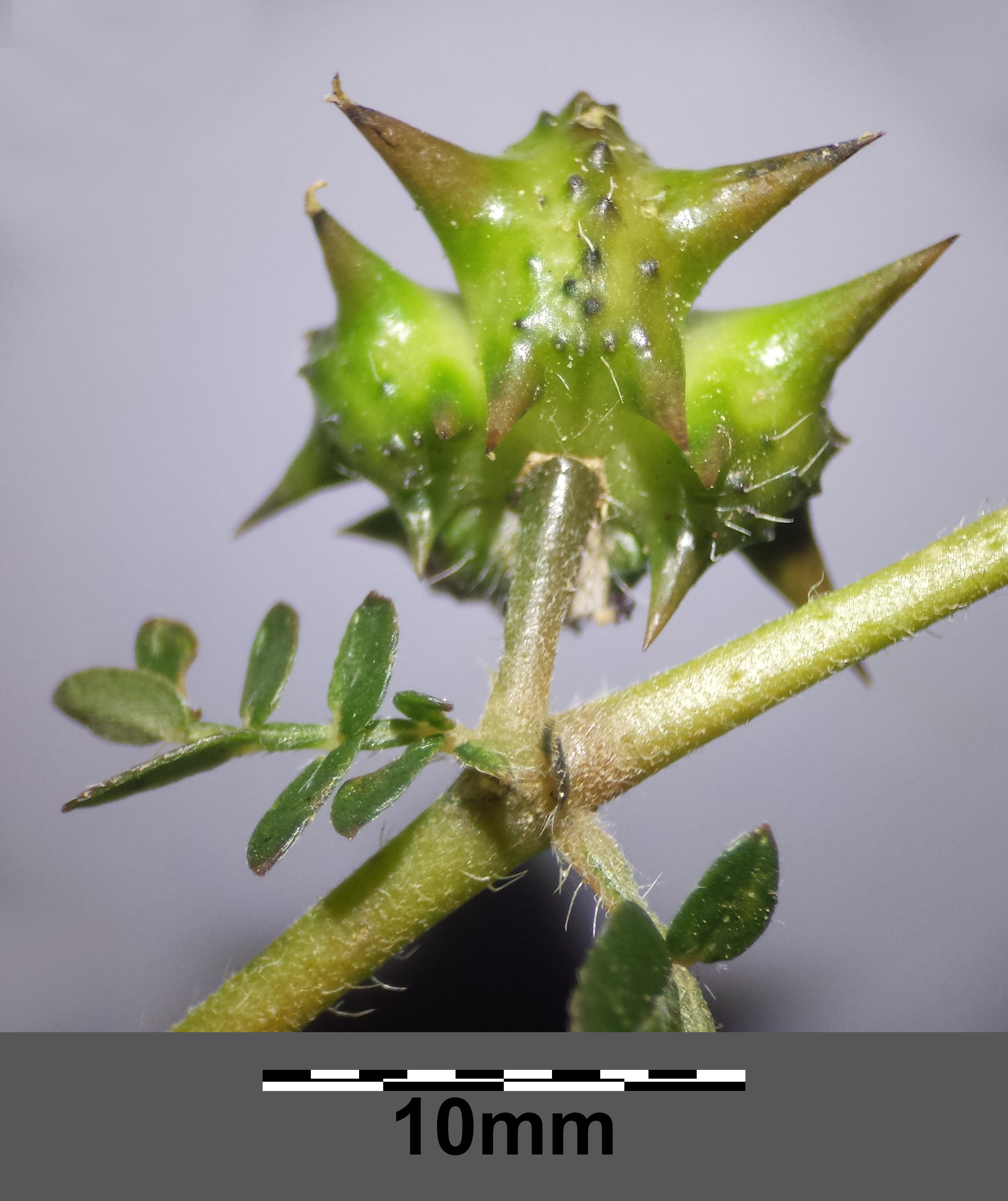
Owoc buzdyganka naziemnego

PokrójGłównie rośliny roczne (niektóre potrafią zamknąć cały cykl rozwoju w ciągu 6 tygodni), rzadziej byliny i półkrzewy, czasem nieco gruboszowate. Mają łodygi rozesłane lub podnoszące się, o długości do 1 m, czasem dłuższe, rozgałęzione, na przekroju okrągłe, ale po wyschnięciu żebrowane, nagie lub owłosione.
LiścieNaprzeciwległe, wsparte trwałymi, szydlastymi lub sierpowatymi przylistkami. W każdej z par jeden z liści jest wyraźnie mniejszy lub całkiem zredukowany. Blaszki liści są parzysto, pierzasto złożone, składają się z 6–20 listków. Listki są jajowate lub eliptyczne, na wierzchołkach zaostrzone lub tępe, w środkowej części liścia najdłuższe, szczytowa para skierowana jest ku wierzchołkowi liścia.
KwiatyWyrastają pojedynczo w kątach liści. Działek kielicha jest 5, są one zielone, na brzegu obłonione, owłosione i odpadające. Płatków korony jest 5, barwy żółtej, u nasady często ciemniejsze, rzadko białe. Płatki są jajowate, na wierzchołku zaokrąglone lub nieco wycięte, tworzą koronę kształtu półkulistego. Pręcików jest 10. Pięć z nich, wyrastających nadlegle płatków jest dłuższych, a 5 wyrastających nadlegle działek jest krótszych. Nitki pręcików przylegają do nasad płatków, są szydlaste lub nitkowate. Pylniki są strzałkowate lub sercowate. Na dnie kwiatu znajdują się dwa okółki po 5 gruczołów miodnikowych. Zalążnia jest siedząca, pięciokomorowa, pokryta sztywnymi, w górę skierowanymi włoskami. W każdej z komór rozwija się 3–5 zalążków. Szyjka słupka odpada po kwitnieniu, zwieńczona jest szczytowym znamieniem pięciołatkowym lub kulistym, czasem asymetrycznym.
OwoceMniej lub bardziej spłaszczone od góry, pięciokanciaste rozłupnie rozpadające się na 5 (lub mniej) kolczastych rozłupek, wewnątrz podzielonych przegrodami na 2–5 jednonasiennych sekcji. Nasiona są białawe, podłużnie jajowate.

## Systematyka

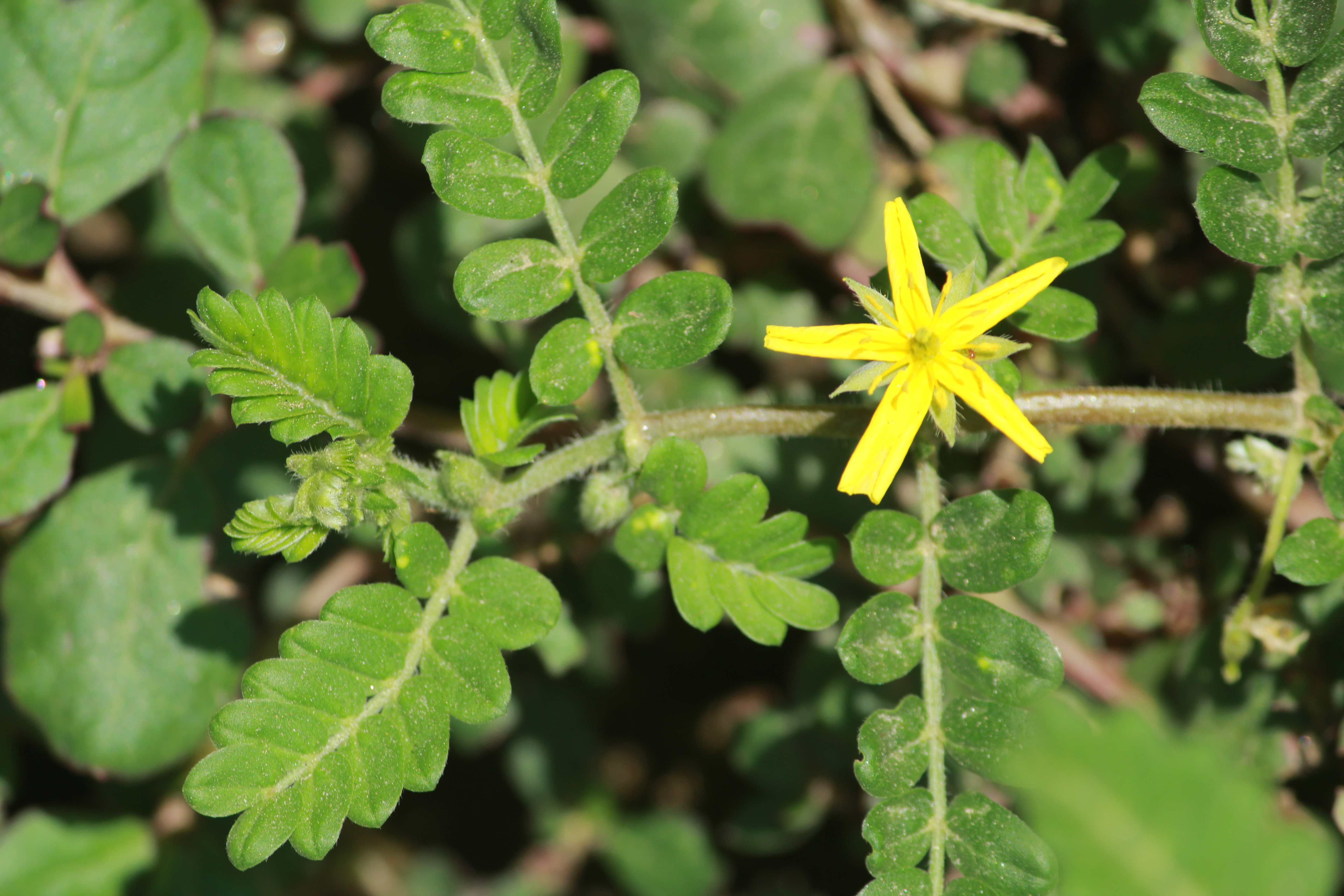
Tribulus subramanyamii

Rodzaj z podrodziny Tribuloideae w obrębie rodziny parolistowatych Zygophyllaceae.
Wykaz gatunków
- Tribulus adelacanthus R.M.Barker
- Tribulus arabicus Hosni
- Tribulus astrocarpus F.Muell.
- Tribulus bimucronatus Viv.
- Tribulus cistoides L.
- Tribulus cristatus C.Presl
- Tribulus echinops Kers
- Tribulus eichlerianus K.L.Wilson
- Tribulus excrucians Wawra
- Tribulus forrestii F.Muell.
- Tribulus hirsutus Benth.
- Tribulus hystrix R.Br.
- Tribulus incanus Hosni
- Tribulus kaiseri Hosni
- Tribulus macrocarpus F.Muell. ex Benth.
- Tribulus macropterus Boiss.
- Tribulus megistopterus Kralik
- Tribulus micrococcus Domin
- Tribulus minutus Leichh. ex Benth.
- Tribulus mollis Ehrenb. ex Schweinf.
- Tribulus occidentalis R.Br.
- Tribulus parvispinus C.Presl
- Tribulus pentandrus Forssk.
- Tribulus platypterus Benth.
- Tribulus ranunculiflorus F.Muell.
- Tribulus spurius Kralik
- Tribulus suberosus H.Eichler ex R.M.Barker
- Tribulus subramanyamii P.Singh, G.S.Giri & V.Singh
- Tribulus terrestris L. – buzdyganek naziemny
- Tribulus zeyheri Sond.